# 800 (số)
800 (tám trăm) là một số tự nhiên ngay sau 799 và ngay trước 801.